# Roscoea tumjensis
Roscoea tumjensis är en enhjärtbladig växtart som beskrevs av Elizabeth Jill Cowley. Roscoea tumjensis ingår i släktet Roscoea och familjen Zingiberaceae. Inga underarter finns listade i Catalogue of Life.

## Bildgalleri

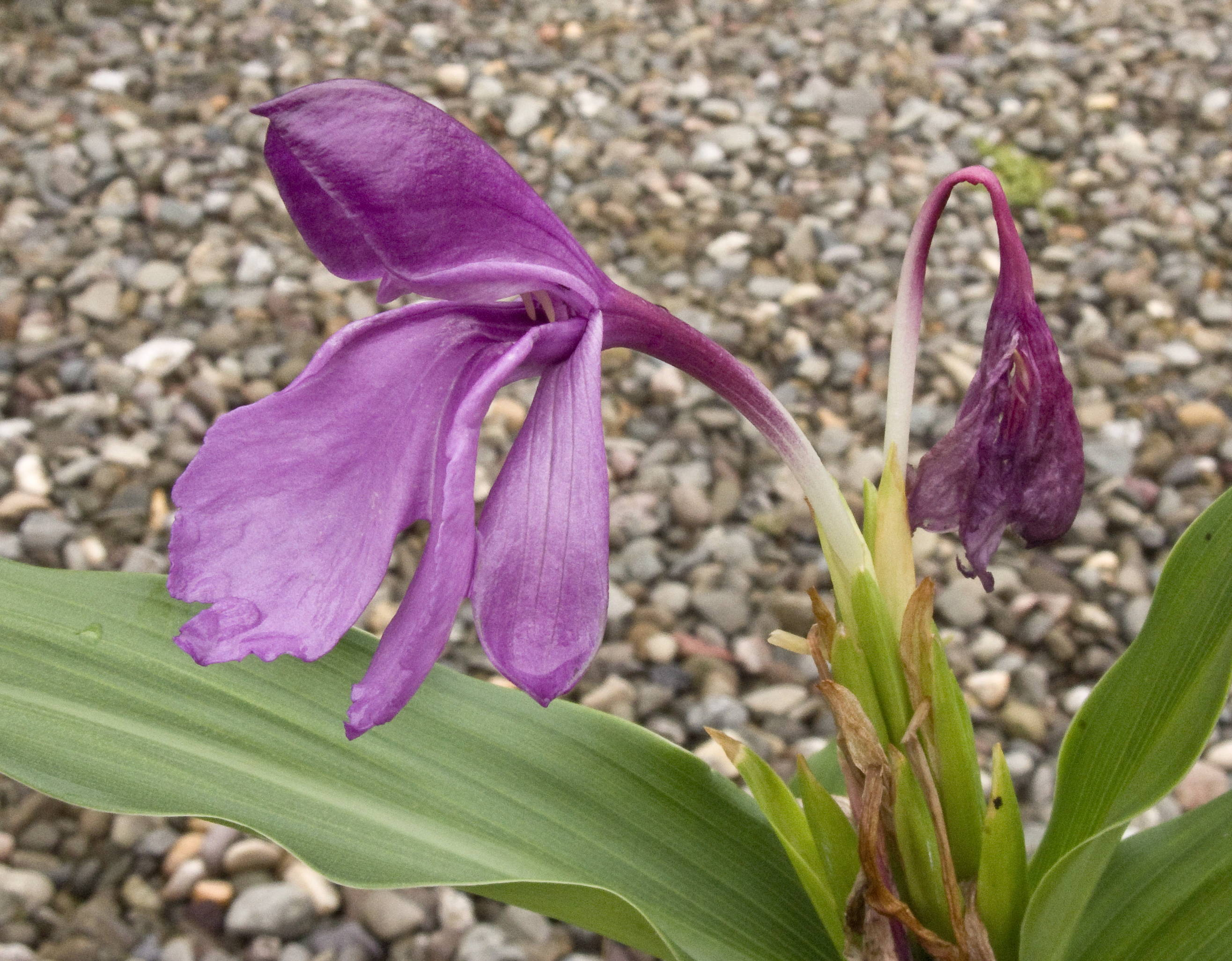